# Trickster (canción)
«Trickster» es el décimo octavo sencillo de la cantante Japonesa y seiyū Nana Mizuki. El sencillo contiene el opening y el ending pare el anime Rosario + Vampire Capu2.

## Canciones
| CD (KICM-1251) |                                                        |                   |                                   |          |  |
| N.º            | Título                                                 | Letras            | Música                            | Duración |  |
| 1.             | «Trickster»                                            | Nana Mizuki       | Noriyasu Agematsu                 | 3:49     |  |
| 2.             | «DISCOTHEQUE» (Rosario + Vampire Capu2 opening theme)  | Ryōji Sonoda      | Noriyasu Agematsu                 | 3:59     |  |
| 3.             | «Trinity Cross» (Rosario + Vampire Capu2 ending theme) | Chiyomaru Shikura | Chiyomaru Shikura, Hitoshi Fujima | 4:26     |  |

## Listas
| Listas                | Posición | Ventas | Tiempo en lista |
| --------------------- | -------- | ------ | --------------- |
| Oricon Weekly Singles | #2       | 76,324 | 8 semanas       |

- Datos: Q1316940